# 大草村 (山梨県)
大草村（おおくさむら）は山梨県北部、北巨摩郡に属していた村。現在の韮崎市南端部、大草町各町にあたる。

## 地理
- 河川：御勅使川

## 歴史
- 1875年（明治8年）7月 - 巨摩郡若尾村・上条東割村・下条西割村・下条中割村が合併して大草村となる。
- 1878年（明治11年）7月22日 - 郡区町村編制法の施行により、大草村が北巨摩郡の所属となる。
- 1889年（明治22年）7月1日 - 町村制の施行により、大草村が単独で自治体を形成。
- 1911年（明治44年） - 地方病 (日本住血吸虫症)の罹患率が旭村、登美村に次ぎ33%を超す事が判明する。
- 1954年（昭和29年）10月10日 - 韮崎町・穂坂村・藤井村・清哲村・神山村・竜岡村・旭村・中田村・穴山村・円野村と合併して韮崎市が発足。同日大草村廃止。